# Syed Mohammad Ali
Syed Mohammad Ali (bengalisch সৈয়দ মোহাম্মদ আলী, geb. 5./9. Dezember 1928, Moulvibazar, Assam Province, Britisch-Indien; gest. 17. Oktober 1993, Bangkok, Thailand) war ein Journalist und Herausgeber in Bangladesch. Ali begann seine Karriere in Ostpakistan. Er wurde Redakteur für verschiedene Zeitungen in Ostasien, unter anderem der Bangkok Post in Thailand, des Hong Kong Standard in Britisch Hongkong und The New Nation in Singapur. Ali arbeitete auch für die UNESCO. 1991 gründete er The Daily Star in Bangladesch während des demokratischen Übergangs in Bangladesch.

## Familie
Ali wurde in eine Familie von bengalischen Muslimen (বাঙালি মুসলমান; [baŋali musɔlman]) im Distrikt Sylhet in der Assam Province des British Raj geboren. Er führte seine Abstammung väterlicherseits auf Shah Ahmed Mutawakkil, einen lokalen Heiligen Mann und Sayyid aus Taraf zurück, der jedoch offensichtlich nicht mit den Herrschern von Taraf, der Syed-Dynastie verwandt war. Die Familie diente als Khondakar (Lehrer). Alis Vater war Syed Mostafa Ali, ein Beamter, der vom British Raj in der Assam Province angestellt war. Seine Onkel waren die Schriftsteller Syed Mujtaba Ali und Syed Murtaza Ali. Seine anderen Geschwister waren Syed Muazzem Ali, ein Diplomat; Syed Shawkat Ali (1934–2021), ein Beamter und Syeda Fowzia Ali, eine Akademikerin.

## Karriere
Alis journalistische Karriere umspannte 44 Jahre. Er begann seine Karriere als Reporter für The Pakistan Observer, der auflagenstärksten englisch-sprachigen Tageszeitung in East Pakistan. Die Zeitung wurde 1971 in The Bangladesh Observer umbenannt. Ali war Managing Editor der The Bangkok Post zwischen 1966 und 1970. Später arbeitete er als Roving Foreign Editor der singapurischen Zeitung The New Nation. Er wurde Managing Editor des Hong Kong Standard unter britischer Herrschaft in Hongkong.
Ali arbeitete auch international als Bürokrat. Er ging zu den Vereinten Nationen und arbeitete für die United Nations Educational, Scientific and Cultural Organization (UNESCO). Während der 1980er entwickelten Ali und sein UNESCO-Kollege Mahfuz Anam die Idee einer Zeitung in ihrer Heimat Bangladesch.
Ali und Anam gründeten den The Daily Star während der Zeit des demokratischen Übergangs in Bangladesch 1991. Dieser Zeitraum fiel mit den Reformen zur wirtschaftlichen Liberalisierung zusammen. Die Zeitung gewann in der Hauptstadt Dhaka und der Hafenstadt Chittagong rasch an Popularität. Sie wurde die auflagenstärkste englischsprachige Tageszeitung des Landes und ließ Konkurrenten wie The Bangladesh Observer und Holiday hinter sich. Die Ansichten der Redaktion (editorial views) gewannen großen Einfluss. Die Zeitung entwickelte sich zu einem Symbol der freimütigen, vielfältigen und in Privatbesitz befindlichen Presse Bangladeschs, die zwischen 1990 und Ende der 2000er Jahre florierte. Die Editorials behandelten auch schwierige politische Punkte. Ali und Anam interviewten politische Schlüsselfiguren, unter anderem die damalige Oppositionsführerin Sheikh Hasina. Ali wurde auch Vorsitzender des Press Institute of Bangladesh (PIB) und blieb Editor des The Daily Star bis zu seinem Tod 1993. 1995 ehrte ihn die Regierung von Premierministerin Khaleda Zia posthum mit der höchsten zivilen Auszeichnung.

## Ehrungen
- Shadhinata Padak, 1995